# Santorio Santorio
Santorio Santorio (Kopar, 29. ožujka 1561. – Venecija, 7. svibnja 1636.), liječnik, izumitelj termometra.
Promoviran je za doktora medicine u Padovi 1582. godine. U razdoblju od 1587. do 1599. boravio je u Hrvatskoj, vjerojatno neko vrijeme u Karlovcu i sigurno u Hrvatskom primorju, gdje je kao liječnik bio u službi nekog velikaša, vjerojatno grofa Zrinskog. U Hrvatskoj je konstruirao prvi anemometar i poseban uređaj za mjerenje jačine vodene struje. Proslavio se djelom "De medicina statica". Uveo je u medicinsku praksu redovitu uporabu vage. Dok je bio profesor u Padovi, stavio je mjernu skalu na Galilejev termoskop, u kojemu je temperatura mijenjala visinu stupca zraka i to je bio prvi termometar, kojim se služio za meteorološka mjerenja i određivanje jačine vrućice. Izumio je i poseban vlagomjer, pulsilogij (spravu za mjerenje frekvencije bila), kateter za ekstrakciju mokraćnih kamenaca.

## Vanjske poveznice
- Santorio Santorio Hrvatska tehnička enciklopedija, portal hrvatske tehničke baštine. LZMK